# Верхний Киалим
Верхний Киалим — упразднённый посёлок в Златоустовском городском округе Челябинской области. На момент упразднения находился в подчинении Новозлатоустовского райсовета города Златоуст. Исключен из учётных данных в 1982 г.

## География
Точное месторасположение не установлено. Возможно посёлок находился в урочище Старые Вырубки в истоке реки Большой Киалим.

## История
По данным на 1970 год посёлок входил в состав Новозлатоустовского поссовета.
Исключен из учётных данных решением Челябинского областного Совета народных депутатов от 28.12.1982 года № 606.

## Население
| 1970 | 1977 |
| ---- | ---- |
| 6    | ↘2   |